# Степановське (Красногорський район)
Степановське (рос. Степановское) — село у Красногорському районі Московської області Російської Федерації.

## Розташування
Село Степановське входить до складу сільського поселення Ільїнське. Воно розташовано на березі річки Істра. Найближчі населені пункти Істра, Тимошкино, Мечниково.

## Населення
Станом на 2006 рік у селі проживало 66 осіб.

## Пам'ятка археології
На околиці села збереглася пам'ятка археології — городище «Дятлова поляна», ке датується 5 ст до н.е — 5 ст н. е..